# Galium ecuadoricum
Galium ecuadoricum es una especie de planta herbácea perteneciente a la familia de las rubiáceas. Es un endemismo de Ecuador.  

## Descripción
Es una enredadera endémica de la Cordillera de los Andes de Ecuador, donde se conoce en seis localidades en un área pequeña de la provincia de Loja. No se conoce que se produzcan en la red protegida de Ecuador,  pero podría aparecer en el Parque nacional Podocarpus. Aparte de la destrucción del hábitat, hay amenazas específicas son conocidas.

## Taxonomía
Galium ecuadoricum fue descrita por Lauramay Tinsley Dempster y publicado en Allertonia 2(4): 253, en el año 1980.
Etimología
Galium: nombre genérico que deriva de la palabra griega gala que significa  "leche",  en alusión al hecho de que algunas especies fueron utilizadas para cuajar la leche.
ecuadoricum: epíteto geográfico que alude a su localización en Ecuador.